# Digitina
Digitina es un género de foraminífero bentónico considerado un sinónimo posterior de Mooreinella de la subfamilia Verneuilinoidinae, de la familia Verneuilinidae, de la superfamilia Verneuilinoidea, del suborden Verneuilinina y del orden Lituolida. Su especie tipo era Digitina recurvata. Su rango cronoestratigráfico abarcaba el Pérmico.

## Discusión
Clasificaciones previas incluían Digitina en el suborden Textulariina del orden Textulariida, o en el orden Lituolida sin diferenciar el suborden Verneuilinina.

## Clasificación
Digitina incluía a las siguientes especies:
- Digitina rara †
- Digitina recurvata †